# Go for Broke
| Recensione | Giudizio |
| ---------- | -------- |
| AllMusic   | [ 1 ]    |

Go for Broke è un album discografico di Ian Matthews, pubblicato dalla casa discografica Columbia Records (e dalla CBS per il mercato del Regno Unito) nel 1976.

## Tracce
Lato A
1. Darkness, Darkness – 4:52 (Jesse Colin Young)
2. I'll Be Gone – 3:29 (Ian Matthews)
3. Brown Eyed Girl – 3:51 (Van Morrison)
4. Rhythm of the West – 3:23 (Ian Matthews, Jay Lacy)
5. Groovin' – 2:48 (Eddie Brigati Jr., Felix Cavaliere)

Durata totale: 18:23
Lato B
1. Lonely Hunter – 4:44 (Ian Matthews, Tommy Nunes)
2. Steamboat – 3:55 (Ian Matthews)
3. A Fool Like You – 3:13 (Tim Moore)
4. Just One Look – 3:34 (Doris Payne, D. J. Carroll)
5. When the Morning Comes – 2:43 (Daryl Hall)

Durata totale: 18:09

## Musicisti
- Ian Matthews - voce, chitarra elettrica
- Jay Lacy - chitarra elettrica, chitarra acustica
- Joel Tepp - chitarra elettrica, armonica
- Reggie Young - chitarra elettrica
- Harry Robinson - chitarra elettrica
- Johnny Christopher - chitarra acustica
- Steve Wood - tastiere
- David Briggs - tastiere
- Peter Wood - tastiere
- Glen Spreen - tastiere, arrangiamenti strumenti a corda
- Shane Kiester - sintetizzatore ARP, minimoog
- Don Whaley - basso
- Norbert Putnam - basso
- Kenny Edwards - basso
- Mike Leech - basso
- Tris Imboden - batteria
- Kenny Buttrey - batteria
- Mike Porter - batteria
- Harrison Calloway (Muscle Shoals Horns) - strumenti a fiato
- Charles Rose (Muscle Shoals Horns) - strumenti a fiato
- Harvey Thompson (Muscle Shoals Horns) - strumenti a fiato (solista nel brano: I'll Be Gone)
- Ronnie Eades (Muscle Shoals Horns) - strumenti a fiato (solista nel brano: Just One Look)

Note aggiuntive
- Norbert Putnam e Glen Spreen - produttori
- Registrazioni effettuate al Quadrafonic Sound Studio di Nashville, Tennessee
- Marty Sound Sculptor Lewis - ingegnere delle registrazioni
- Remixaggio effettuato al Kendun Recorders di Burbank, California
- John Calder - ingegnere al remixaggio
- Dave Willardson - illustrazione
- Ron Coro e Nancy Donald - art director e design album[2]